# Zarathustra đã nói như thế
Zarathustra đã nói như thế (tiếng Đức: Also sprach Zarathustra), với phụ đề Một cuốn sách dành cho mọi người và không ai cả (Ein Buch für Alle und Keinen), là một tác phẩm của triết gia người Đức Friedrich Nietzsche, gồm có bốn phần được viết từ năm 1883 đến năm 1885. Phần lớn cuốn sách trình bày các ý niệm về "Vĩnh cửu Luân hồi", những ẩn ngữ xoay quanh "cái chết của Chúa", và lời "tiên tri" về Siêu nhân, một ý tưởng được giới thiệu lần đầu trong cuốn Die fröhliche Wissenschaft (tạm dịch là "Tri thức hân hoan").
Được miêu tả bởi chính Nietzsche như là "cuốn sách thâm thúy nhất từng được viết", cuốn sách là một luận thuyết sâu sắc và bí ẩn về triết học và đạo đức học, có nhân vật chính là Zarathustra được hư cấu. Điều thú vị ở đây là Nietzsche đã bắt chước phong cách của Kinh thánh để giới thiệu những ý niệm trái ngược một cách triệt để với quan niệm về đạo đức và truyền thống của Thiên chúa giáo và Do Thái giáo.

## Trích dẫn
1. ↑  C. Guignon, D. Pereboom. Existentialism: Basic Writings, 2nd ed., Hackett, 2001. pp. 101-113